# Sukarena (Ciomas)
Sukarena is een bestuurslaag in het regentschap Serang van de provincie Banten, Indonesië. Sukarena telt 3667 inwoners (volkstelling 2010).